# Półczenko
Półczenko (kaszb. Małé Pôłczno, niem. Klein Polschen, 1839 r. Neu Polschen) – część wsi Półczno w Polsce, położona w województwie pomorskim, w powiecie bytowskim, w gminie Studzienice, na Pojezierzu Bytowskim, w pobliżu drogi krajowej nr 20 pomiędzy Bytowem a Kościerzyną. Wchodzi w skład sołectwa Półczno.
W latach 1975–1998 Półczenko administracyjnie należało do województwa słupskiego.